# 王葆心

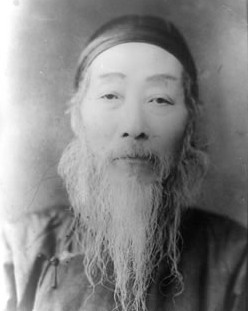

王葆心（1867年—1944年），字季芗，号晦堂，湖北罗田大河岸古楼冲人。中国近代历史学家、教育家。

## 生平
清光绪十六年，先后受聘为潜江传经书院和黄梅调梅书院、罗田义川书院院长。光绪二十九年，乡试中举第三名。光绪三十三年，举贡考试名列第一，后调往京都就任学部总务司行走，兼图书馆编纂，后就任学部主事，并被礼部聘为礼学馆纂修。民国元年（1912年），担任湖南省官书报局总纂，继任北京图书馆总纂。民国十一年（1922年），担任湖北国学馆馆长、《湖北通志》总纂。1928年，担任武汉大学教授。民国二十一年，及就任湖北通志馆筹备主任兼总纂。抗日战争期间，担任罗田县志馆馆长。主纂《重修罗田县志》，后因过度劳累去世。